# Myke
Myke Bouard Ramos (ur. 30 października 1992 w Kurytybie) – brazylijski piłkarz z obywatelstwem węgierskim występujący na pozycji napastnika, od 2025 roku zawodnik węgierskiego Kazincbarcika.